# Viktor Kapitonov
Viktor Arsenjevitsj Kapitonov (Russisch: Виктор Арсеньевич Капитонов) (Tver, 25 oktober 1933 - Moskou, 2 maart 2005) was een Russisch wielrenner. Hij kende zijn grootste succes toen hij op de zomerspelen van 1960 in Rome de olympische titel won.
Na zijn overwinning werd hij als een held onthaald in de Sovjet-Unie. Hij werd tot kapitein benoemd in het Rode Leger. Na zijn wielercarrière werd hij benoemd tot nationaal bondscoach. In die hoedanigheid was hij de leermeester van onder anderen Sergej Soechoroetsjenkov die twintig jaar na hem de tweede Russische olympisch kampioen wielrennen zou worden. Tot op vandaag wordt hij beschouwd als de pionier van het Russische wielrennen.
1896: Aristidis Konstantinidis · 
1912: Rudolph Lewis · 
1920: Harry Stenqvist · 
1924: Armand Blanchonnet · 
1928: Henry Hansen · 
1932: Attilio Pavesi · 
1936: Robert Charpentier · 
1948: José Beyaert · 
1952: André Noyelle · 
1956: Ercole Baldini · 
1960: Viktor Kapitonov · 
1964: Mario Zanin · 
1968: Pierfranco Vianelli · 
1972: Hennie Kuiper · 
1976: Bernt Johansson · 
1980: Sergej Soechoroetsjenkov · 
1984: Alexi Grewal · 
1988: Olaf Ludwig · 
1992: Fabio Casartelli · 
1996: Pascal Richard · 
2000: Jan Ullrich · 
2004: Paolo Bettini · 
2008: Samuel Sánchez · 
2012: Aleksandr Vinokoerov · 
2016: Greg Van Avermaet ·
2020: Richard Carapaz ·
2024: Remco Evenepoel